# Patrick Fritz-Benzing
Patrick Fritz-Benzing (* 1977) ist ein deutscher Kirchenmusiker.
Er ist Bezirkskantor der Erzdiözese Freiburg und Kantor an der kath. Stadtkirche St. Stephan in Karlsruhe. Zudem ist er als Orgelsachverständiger für das Dekanat Karlsruhe zuständig und unterrichtet als Lehrbeauftragter eine Orgelklasse an der Hochschule für Kirchenmusik Heidelberg.

## Werdegang
Patrick Fritz-Benzing studierte Kirchenmusik (A-Examen) und Orgel in Freiburg und Amsterdam. Zu seinen prägenden Lehrern zählen insbesondere Zsigmond Szathmáry und Jacques van Oortmerssen. Der Stipendiat der Studienstiftung des deutschen Volkes war Preisträger mehrerer internationaler Orgelwettbewerbe.
Als Dirigent führte er mit dem Karlsruher Stephanschor einen Großteil des gängigen Oratorienrepertoires auf.

## Komposition
- Günterstäler Krippenspiel : Nr. 38 aus dem Freiburger Kinderchorbuch ; Singt für Gott und die Welt, erschienen beim Carus-Verlag